# Серденешть (Горж)
Серденешть, Серденешті (рум. Sărdănești) — село у повіті Горж в Румунії. Входить до складу комуни Плопшору.
Село розташоване на відстані 219 км на захід від Бухареста, 30 км на південь від Тиргу-Жіу, 61 км на північний захід від Крайови.

## Населення
За даними перепису населення 2002 року у селі проживали 825 осіб, усі — румуни. Усі жителі села рідною мовою назвали румунську.